# Nerses Der Nersessian
Nerses Der Nersessian CAM (orm. Ներսես Տեր-Ներսիսյան; ur. 16 listopada 1920 w Berlinie, zm. 24 grudnia 2006 w Giumri w Armenii) – arcybiskup ormiański, pierwszy ordynariusz Europy Wschodniej dla Ormian katolików, mechitarysta.

## Życiorys
Nerses Der Nersessian urodził się 16 listopada 1920 w Berlinie w Republice Weimarskiej, na chrzcie otrzymał imię Artashes. Dzieciństwo spędził w Bukareszcie, gdzie był uczniem m.in. Lewona Palcziana, późniejszego katolikosa Wszystkich Ormian. W 1933 roku zamieszkał w klasztorze mechitarystów na wyspie św. Łazarza nieopodal Wenecji.
8 września 1946 roku otrzymał święcenia prezbiteriatu z inkardynacją do Zakonu Mechitarystów Weneckich. Po ukończeniu studiów był redaktorem ormiańskich czasopism, zajmował się tłumaczeniami literatury, pracował w bibliotece klasztoru św. Łazarza. Był również generalnym sekretarzem kongregacji zakonu oraz dyrektorem archiwum. W 1986 roku został generalnym opatem Zakonu Mechitarystów Weneckich.
13 lipca 1991 roku papież Jan Paweł II utworzył ordynariat Europy Wschodniej dla Ormian katolików obejmujący swą jurysdykcją Armenię, a także Gruzję, Rosję i Ukrainę. Na pierwszego ordynariusza papież wyznaczył Nersesa Der Nersessiana, jednocześnie nadając mu tytuł arcybiskupa ad personam. Tytuł ten został zastąpiony 9 lipca 1992 roku, kiedy papież mianował Nersesa Der Nersessiana tytularnym arcybiskupem Sebaste degli Armeni. 17 listopada w bazylice św. Piotra na Watykanie otrzymał święcenia biskupie z rąk papieża Jana Pawła II. Współkonsekratorami byli patriarcha Cylicji Howannes Bedros XVIII Kasparian, eparcha Sainte-Croix-de-Paris Krikor Ghabroyan i biskup pomocniczy Bejrutu Vartan Achkarian. We wrześniu 1994 roku przeniósł się do Armenii, ustanawiając katedrę ordynariatu w Giumri. Ordynariatem kierował aż do 2 kwietnia 2005 roku, kiedy przeszedł na emeryturę.
Zmarł 24 grudnia 2006 roku w Giumri.